# Maria Martins
Maria Carolina Ribeiro Gomes Martins (Moçarria, 9 luglio 1999) è una pistard e ciclista su strada portoghese che corre per il team Canyon-SRAM Zondacrypto.
Specialista delle gare di endurance su pista, a livello Elite ha vinto due medaglie mondiali e quattro medaglie europee, tra cui l'oro nello scratch nel 2023.

## Palmarès

### Pista
- 2017

Campionati portoghesi, Inseguimento individuale Junior
Campionati portoghesi, Corsa a punti Junior
Campionati portoghesi, Scratch Junior
- 2018

Campionati portoghesi, Omnium
Campionati portoghesi, Corsa a punti
Campionati portoghesi, Scratch
- 2019

Grand Prix Minsk, Omnium
Campionati portoghesi, Omnium
Campionati portoghesi, Corsa a punti
Campionati portoghesi, Scratch
- 2020

Campionati portoghesi, Omnium
Campionati portoghesi, Corsa a punti
Campionati portoghesi, Scratch
- 2021

2ª prova Coppa delle Nazioni, Corsa a eliminazione (San Pietroburgo)
2ª prova Coppa delle Nazioni, Omnium (San Pietroburgo)
- 2022

Campionati portoghesi, Scratch
Campionati portoghesi, Omnium
Campionati portoghesi, Corsa a eliminazione
Trofeu Jose Bento Pessoa, Omnium
- 2023

Campionati portoghesi, Scratch
Campionati portoghesi, Omnium
Campionati portoghesi, Corsa a eliminazione
Campionati europei, Scratch
Trofeu Alves Barbosa, Omnium
- 2024

Campionati portoghesi, Scratch
Campionati portoghesi, Corsa a punti
Campionati portoghesi, Omnium
Campionati portoghesi, Corsa a eliminazione
Troféu Internacional de Pista Artur Lopes, Scratch (Anadia)
Troféu Internacional de Pista Artur Lopes, Omnium (Anadia)

### Strada
- 2016 (Juniores)

Campionati portoghesi, Prova a cronometro Junior
- 2017 (Juniores)

Campionati portoghesi, Prova a cronometro Junior
Campionati portoghesi, Prova in linea Junior
- 2021 (Drops-Le Col, una vittoria)

Campionati portoghesi, Prova in linea Elite

## Piazzamenti

### Grandi Giri
- Giro d'Italia

2023: ritirata (4ª tappa)

### Competizioni mondiali
- Campionati del mondo su pista

Aigle 2016 - Corsa a punti Junior: 10ª
Aigle 2016 - Corsa a cronometro Junior: 26ª
Aigle 2016 - Inseguimento individuale Junior: 33ª
Aigle 2016 - Scratch Junior: 15ª
Montichiari 2017 - Scratch Junior: 5ª
Montichiari 2017 - Omnium Junior: 14ª
Montichiari 2017 - Corsa a punti Junior: 5ª
Pruszków 2019 - Omnium: 14ª
Berlino 2020 - Scratch: 3ª
Berlino 2020 - Omnium: 4ª
Berlino 2020 - Corsa a punti: 16ª
Roubaix 2021 - Scratch: non partita
Roubaix 2021 - Corsa a eliminazione: non partita
Roubaix 2021 - Omnium: 5ª
Roubaix 2021 - Corsa a punti: 6ª
St. Quentin-en-Yv. 2022 - Scratch: 12ª
St. Quentin-en-Yv. 2022 - Omnium: 3ª
Glasgow 2023 - Scratch: 19ª
Glasgow 2023 - Omnium: 10ª
Ballerup 2024 - Scratch: 16ª
Ballerup 2024 - Omnium: 11ª
Ballerup 2024 - Corsa a eliminazione: 6ª
- Campionati del mondo su strada

Bergen 2017 - In linea Junior: 44ª
Yorkshire 2019 - In linea Elite: ritirata
Fiandre 2021 - In linea Elite: ritirata
- Giochi olimpici

Tokyo 2020 - Omnium: 7ª
Parigi 2024 - Omnium: 14ª

### Competizioni continentali
- Campionati europei su pista

Montichiari 2016 - Inseg. individuale Junior: 15ª
Montichiari 2016 - Scratch Junior: 2ª
Montichiari 2016 - Corsa a punti Junior: 5ª
Montichiari 2016 - Corsa a cronometro Junior: 9ª
Sangalhos 2017 - Corsa a eliminazione Junior: 2ª
Sangalhos 2017 - Scratch Junior: 5ª
Sangalhos 2017 - Corsa a punti Junior: 6ª
Sangalhos 2017 - Omnium Junior: 6ª
Glasgow 2018 - Scratch: 17ª
Glasgow 2018 - Corsa a punti: 14ª
Glasgow 2018 - Corsa a eliminazione: 6ª
Glasgow 2018 - Omnium: 9ª
Aigle 2018 - Corsa a eliminazione Under-23: 4ª
Aigle 2018 - Corsa a punti Under-23: 5ª
Aigle 2018 - Scratch Under-23: 3ª
Aigle 2018 - Omnium Under-23: 4ª
Gand 2019 - Corsa a eliminazione Under-23: 2ª
Gand 2019 - Scratch Under-23: 4ª
Gand 2019 - Corsa a punti Under-23: 11ª
Gand 2019 - Omnium Under-23: 7ª
Apeldoorn 2019 - Scratch: 3ª
Apeldoorn 2019 - Corsa a eliminazione: 7ª
Apeldoorn 2019 - Omnium: 8ª
Apeldoorn 2019 - Corsa a punti: 5ª
Fiorenzuola 2020 - C. a eliminazione Under-23: 2ª
Fiorenzuola 2020 - Scratch Under-23: 3ª
Fiorenzuola 2020 - Corsa a punti Under-23: 11ª
Fiorenzuola 2020 - Omnium Under-23: 5ª
Plovdiv 2020 - Scratch: 10ª
Plovdiv 2020 - Corsa a eliminazione: 3ª
Plovdiv 2020 - Omnium: 5ª
Plovdiv 2020 - Corsa a punti: 4ª
Apeldoorn 2021 - Scratch Under-23: 2ª
Apeldoorn 2021 - Corsa a punti Under-23: 4ª
Apeldoorn 2021 - Corsa a eliminazione Under-23: 2ª
Grenchen 2021 - Corsa a eliminazione: 9ª
Grenchen 2021 - Omnium: 12ª
Monaco di Baviera 2022 - Scratch: 4ª
Monaco di Baviera 2022 - Omnium: 10ª
Grenchen 2023 - Scratch: vincitrice
Grenchen 2023 - Corsa a punti: 6ª
Grenchen 2023 - Omnium: 9ª
Grenchen 2023 - Corsa a eliminazione: 16ª
Apeldoorn 2024 - Scratch: 5ª
Apeldoorn 2024 - Omnium: 8ª
Apeldoorn 2024 - Corsa a eliminazione: 5ª
Heusden-Zolder 2025 - Scratch: 3ª
- Campionati europei su strada

Herning 2017 - In linea Junior: 7ª
Alkmaar 2019 - In linea Under-23: 4ª
Trento 2021 - In linea Under-23: ritirata
Monaco di Baviera 2022 - In linea Elite: 6ª
Drenthe 2023 - In linea Elite: 71ª
- Giochi europei

Minsk 2019 - In linea: ritirata
Minsk 2019 - Scratch: 9ª
Minsk 2019 - Corsa a punti: 9ª
Minsk 2019 - Omnium: 7ª